# Siemion Byczkow (dyrygent)
Siemion Majewicz Byczkow, ros. Семён Маевич Бычков; ang. Semyon Bychkov (ur. 30 listopada 1952 w Leningradzie) – amerykański dyrygent pochodzenia rosyjskiego.

## Życiorys
Urodzony w rodzinie pochodzenia żydowskiego, brat Yakova Kreizberga. Absolwent Konserwatorium Leningradzkiego (1975). W 1977 roku wyjechał do RFN, skąd emigrował do Stanów Zjednoczonych, w 1983 roku otrzymując amerykańskie obywatelstwo. W 1981 roku został ogłoszony amerykańskim dyrygentem roku. Pełnił funkcję dyrektora muzycznego Grand Rapids Symphony (1980–1985) i Buffalo Philharmonic Orchestra (1985–1989). Od 1989 do 1998 roku pełnił funkcję dyrektora muzycznego Orchestre de Paris, z którą odbył liczne tournées koncertowe. Gościnnie dyrygował Maggio Musicale Fiorentino i orkiestrą filharmonii w Petersburgu. W 1997 roku wystąpił w Filharmonii Narodowej w Warszawie, w tym samym roku zadebiutował na deskach mediolańskiej La Scali Toscą Giacomo Pucciniego. W 2003 roku debiutował w Covent Garden Theatre Elektrą Richarda Straussa. W latach 1997–2010 dyrygował WDR Sinfonieorchester Köln.
Żonaty z pianistką Marielle Labèque.